# Boucles de l'Aulne 2013
La Boucles de l'Aulne 2013, settantaquattresima edizione della corsa e valida come evento dell'UCI Europe Tour 2013 categoria 1.1, si svolse il 26 maggio 2013 su un percorso di 168 km. Fu vinta dal francese Matthieu Ladagnous, che giunse al traguardo con il tempo di 3h57'01", alla media di 42,52 km/h.
Al traguardo 89 ciclisti completarono la gara.

## Squadre partecipanti
| N.      | Cod. | Squadra                    |
| ------- | ---- | -------------------------- |
| 1-8     | IAM  | IAM Cycling                |
| 11-18   | ALM  | AG2R La Mondiale           |
| 21-28   | FDJ  | FDJ                        |
| 31-38   | VCD  | Vacansoleil-DCM            |
| 41-48   | BSE  | Bretagne-Séché             |
| 51-58   | COF  | Cofidis, Solutions Credits |
| 61-68   | SOJ  | Sojasun                    |
| 71-78   | EUC  | Team Europcar              |
| 81-88   | CJR  | Caja Rural                 |
| 91-98   | CRE  | Crelan-Euphony             |
| 101-108 | BIG  | BigMat-Auber 93            |
| 111-118 | LPM  | La Pomme Marseille         |
| 121-128 | RLM  | Roubaix-Lille Metropole    |
| 131-138 | RB3  | Rabobank D.T.              |
| 141-148 | CCD  | Team Differdange-Losch     |
| 151-158 | WIL  | Vérandas Willems           |

## Ordine d'arrivo (Top 10)
| Pos. | Corridore          | Squadra        | Tempo    |
| ---- | ------------------ | -------------- | -------- |
| 1    | Matthieu Ladagnous | FDJ            | 3h57'01" |
| 2    | Yannick Martinez   | La Pomme Mar.  | a 2"     |
| 3    | Armindo Fonseca    | Bretagne-Séché | s.t.     |
| 4    | Julien Fouchard    | Cofidis        | s.t.     |
| 5    | Bryan Coquard      | Europcar       | s.t.     |
| 6    | Rémi Pauriol       | Sojasun        | s.t.     |
| 7    | Kenny Elissonde    | FDJ            | s.t.     |
| 8    | Emiel Dolfsma      | Rabobank Dev.  | s.t.     |
| 9    | Erwann Corbel      | Bretagne-Séché | s.t.     |
| 10   | Guillaume Levarlet | Cofidis        | s.t.     |